# 비보네아
비보네아(이탈리아어: bivonea, 학명: Bivonaea lutea 비보나이아 루테아[*])는 배추과의 단형 족인 비보네아족(bivonea族, 학명: Notothlaspideae 비보나이에아이[*])의 단형 속인 비보네아속(bivonea屬, 학명: Bivonaea 비보나이아[*])에 속하는 유일한 종이다. 속명은 시칠리아의 식물학자인 안토니노 비보나 베르나르디의 이름을 따 지어졌다. 북아프리카의 알제리와 튀니지 및 인접한 사르데냐와 시칠리아에 분포한다.